# Gipsmühle Schwangau

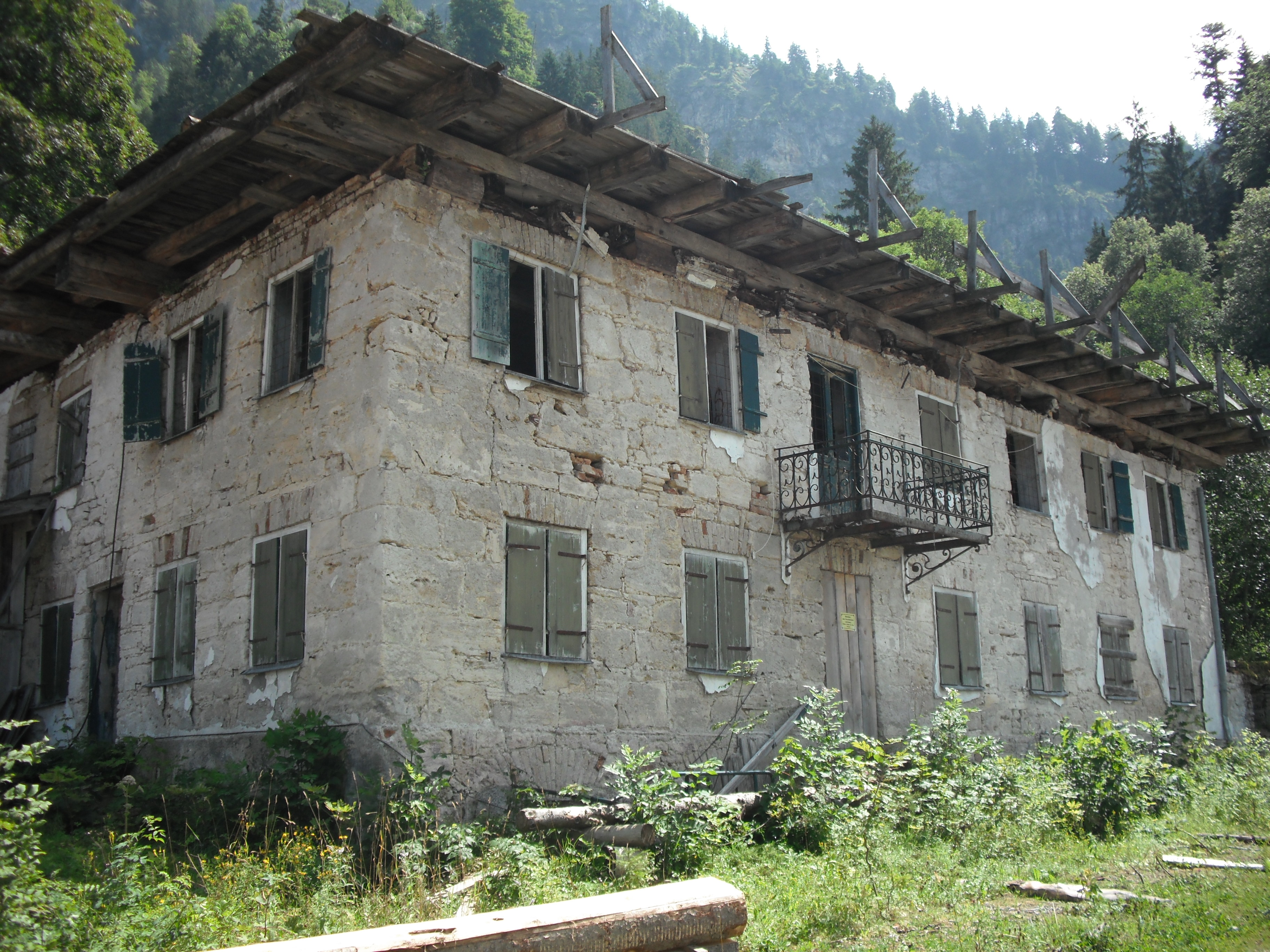
Ansicht der Ruine 2009

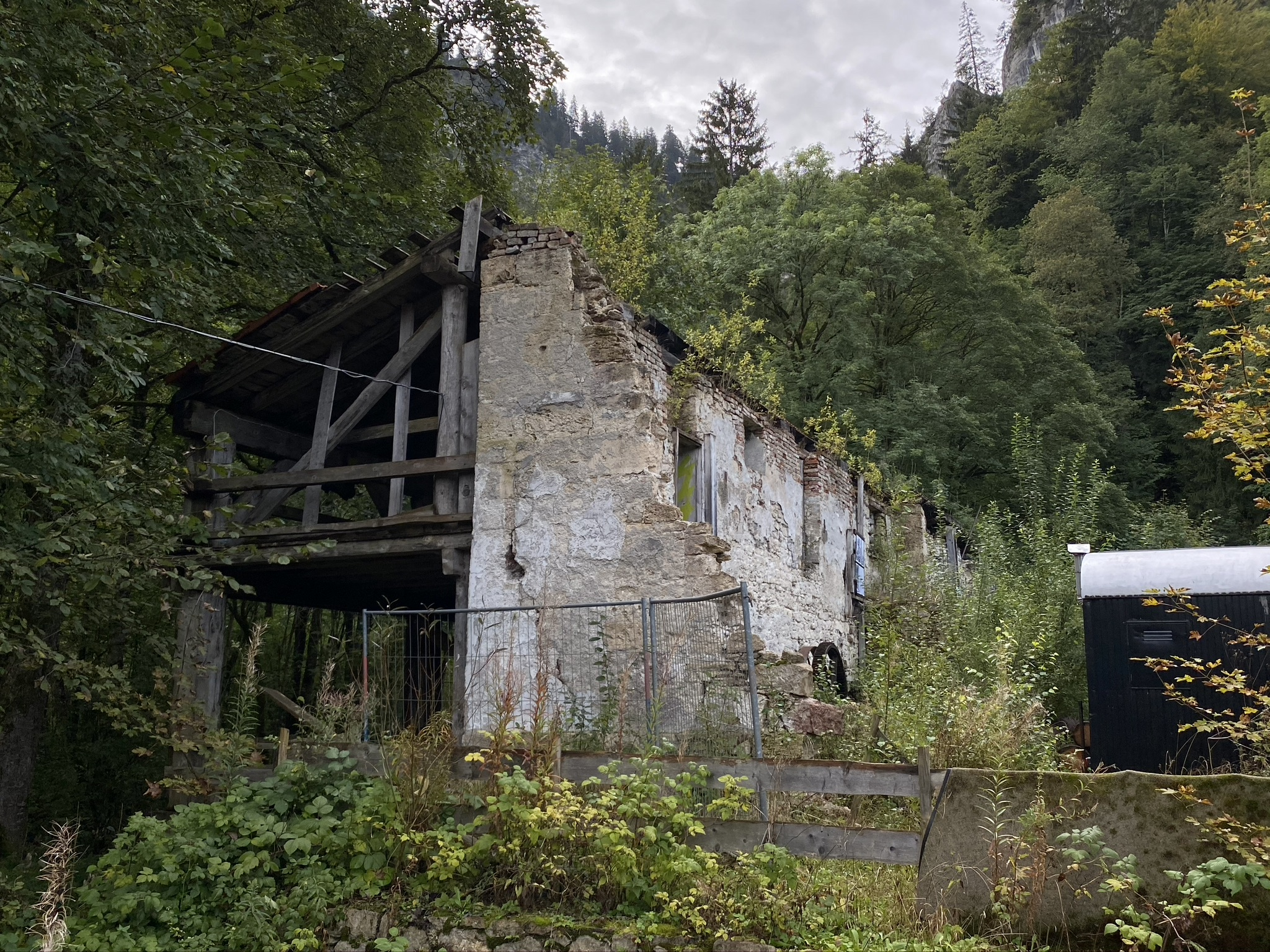
Ansicht der Ruine im Sep 2020

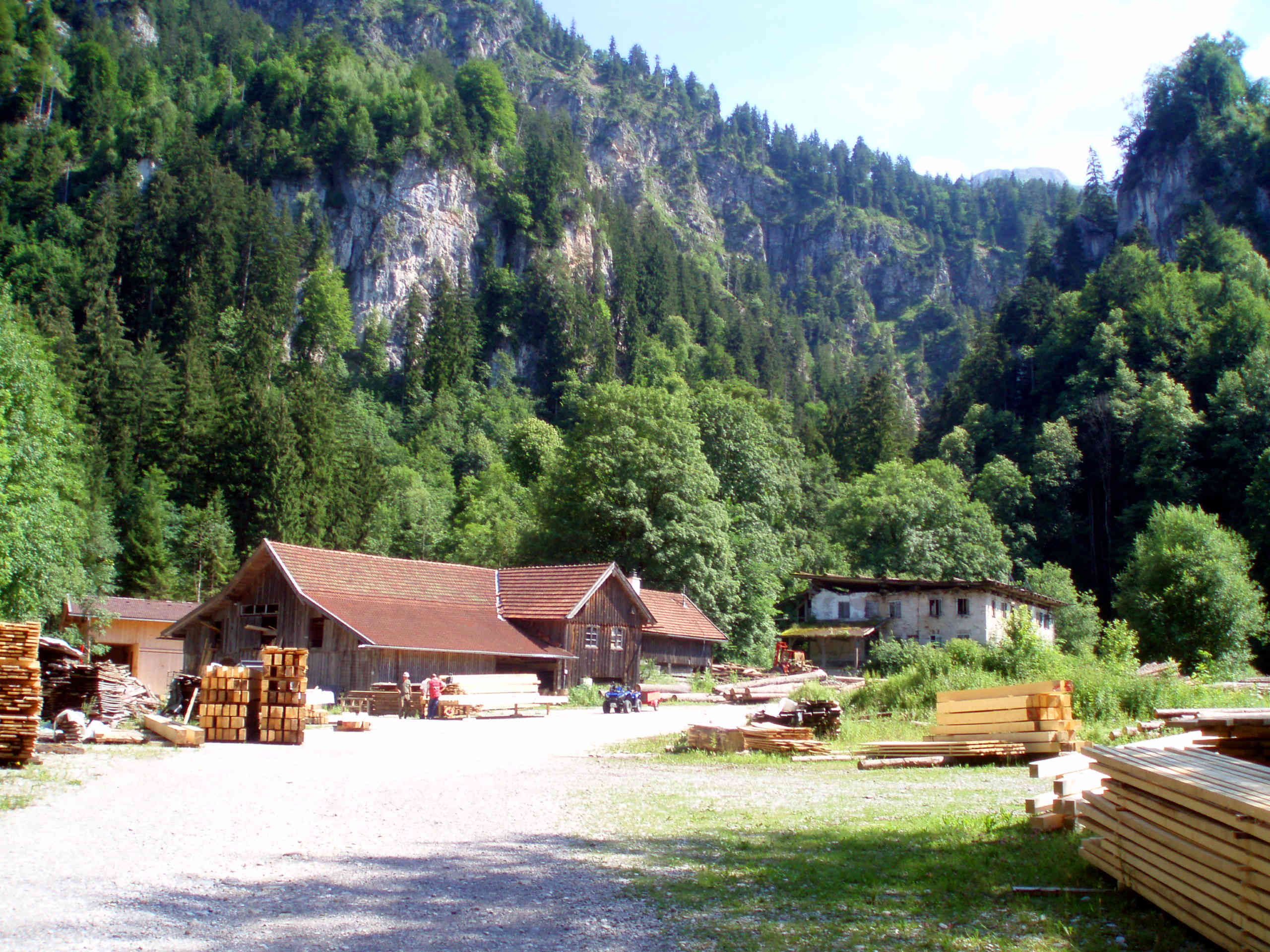
Gipsmühle und Sägewerk am Ausgang der Pöllatschlucht

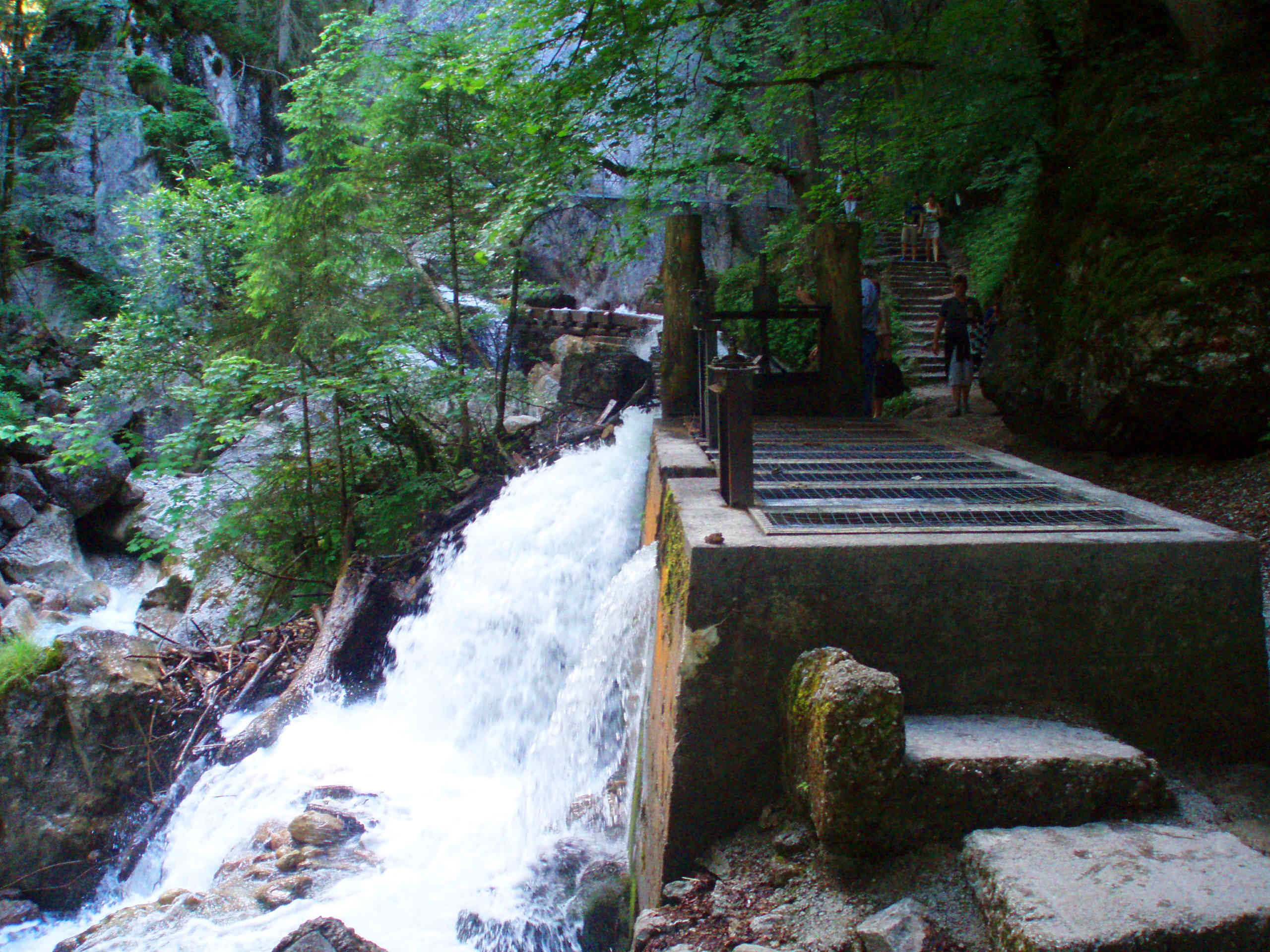
Früherer Mühlgraben zur Gipsmühle in der Pöllatschlucht

Die Gipsmühle von Schwangau war eine vom Wasser der Pöllat getriebe Mühlenanlage unterhalb von Schloss Neuschwanstein in Hohenschwangau im Ostallgäu.

## Geschichte
In der Gipsmühle wurde der gebrannte Gips- bzw. Anhydridanteil der Raibler Schichten zerkleinert, die als schmales Band vor den Felsen aus Wettersteinkalk lagern; sie wurden hier obertägig abgebaut. In Säcken wurde der Gips auf Flößen billig den Lech flussabwärts transportiert und verkauft. Man verwendete ihn teilweise als Dünger, vor allem aber als Stuckgips – sehr begehrt in Barock und Rokoko. Er diente zur Ausschmückung der vielen Schlösser, Kirchen und Klöster, die im 17. und 18. Jahrhundert in Schwaben und Oberbayern entstanden.
Neben der Gipsmühle entstand Mitte des 19. Jahrhunderts ein Sägewerk, das 1889 teilweise erneuert und 1901/02 erweitert wurde und heute ebenfalls unter Denkmalschutz steht.

## Heutiger Zustand
Durch einen Brand wurde 1988 die unter Denkmalschutz stehende Anlage, die über ein Steilsatteldach aus der Mitte des 19. Jahrhunderts verfügte, teilweise zerstört. Da das Gebäude an von Touristen stark frequentierten Wanderwegen liegt, gab es Pläne zum Wiederaufbau der Ruine. 2011 wurde ein Neubau angekündigt. Noch gut erhalten ist der Wasserzufluss aus der Pöllatschlucht.